# Carine Hutsebaut
Pour les articles homonymes, voir Hutsebaut.
Carine Hutsebaut (née en 1956, à Vilvorde) est une profileuse belge.

## Biographie

### Jeunesse et formation
Née près de Bruxelles, d’un officier et d’une mère au foyer, elle dit avoir étudié la psychologie au Gracewell Institute, à l'Université de Liverpool, et en 1993, la psychopathologie criminelle à l'Université René Descartes, à l'École nationale de la magistrature, à Paris puis la victimologie, à l’American University et des stages, en 1996, au Behavioral Science Unit (en) du FBI, à Quantico, évoqué dans le film Le Silence des agneaux, en Virginie.

### Carrière
Elle reçoit victimes et agresseurs sexuels, comme Christian Van Geloven, dresse en 1995 un profil fidèle de Marc Dutroux, puis est sollicitée par le père de Cécile Bloch, assassinée à Paris en 1986 par François Vérove, et dans le documentaire de Thierry de Lestrade, Qui a tué Cécile Bloch ? (2003). Elle affirme qu'on a essayé de la tuer en 1999.

### Engagement
Elle soutient activement Donald J. Trump, plaide pour une réhabilitation des pédophiles et a recours à des mediums, pour ses enquêtes,, car selon Karl Zéro, elle "en avait fait la quête de sa vie, avant de raccrocher les gants, épuisée, découragée par tant d'années d'enquête infructueuse."

### Critiques
Dans l'émission Complément d'enquête, sa pratique de profileuse est critiquée par Michèle Agrapart-Delmas, et accusée de n'avoir aucun mandat officiel, de chercher la célébrité, l'argent et de profiter de la détresse des familles.

## Ouvrages
- Les enfants n'aiment pas les crocodiles, EPO, 1997
- Profession : profileuse: Sur la piste des criminels sexuels, Éditions du Cherche Midi, 2000
- Il rôde encore parmi nous, avec Serge Garde, Seuil, 2004
- Entretiens avec une Profileuse, avec Sophie Mesquin, 2007
- Kleine Zondaars vs Schijn-Heiligen: Kerk en Kinderhandel, 2007
- Mats in Wonderland: Reis rond de wereld in Sprookjesland, 2008
- Child Hunters, 2010
- Ready to work with Sex offenders?, 2021
- Little Sinners: Church and Child Trafficking, 2021

### Filmographie
- Brigade spéciale, TF1 (co-scénariste)

#### Documentaires
- [vidéo][production de télévision] « Qui a tué Cécile Bloch ? », 2003, Paris, Maha Production (Contre-courant) [lire en ligne]
- [vidéo][production de télévision] « Le grêlé », 2004, Paris, Complément d'enquête [lire en ligne]
- [vidéo] « L’homme au visage grêlé », 24 septembre 2019, Paris, 13h15 le dimanche [lire en ligne]

### Articles
- Patricia Tourancheau, « Le Grêlé, affaire non classée », Les Jours, 2016 (série d'articles).
- Patricia Tourancheau, « Le Grêlé », Sybel, 2019 (podcast).
- « Pedo's in het nauw | Rudie Kagie met Carine Hutsebaut », Cafe Weltschmerz, 29 novembre 2020

### Entretiens
- [vidéo] « Pedophile networks by Carine Hutsebaut – victims and offenders # Open Mind Conference 2017 », 8 octobre 2017, Paris, Mig Mag [lire en ligne]
- [vidéo] « Discussion with Carine Hutsebaut, criminologist », juin 2021, Paris, John Wedger [lire en ligne]
- [vidéo] « Carine Hutsebaut et Paweł Bednarz : Child trafficking movie '"Eyes of the Devil" », avril 2021, Paris, Fundacja im.Dobrego Pasterza - Paweł Bednarz [lire en ligne]
- [vidéo][production de télévision] « Carine Hutsebaut: Creating a modern slave. », mai 2021, Paris, Konrad Stachnio [lire en ligne]
- [vidéo][production de télévision] « Interview with criminal profiler from Belgium Carine Hutsebaut "We have to create our own society" », septembre 2021, Paris, Konrad Stachnio [lire en ligne]
- [vidéo][production de télévision] « Carine Hutsebaut - "Child Hunters: Requiem of a Childkiller" », novembre 2021, Paris, Addy Adds [lire en ligne]